# 彗星猎人座
彗星猎人座

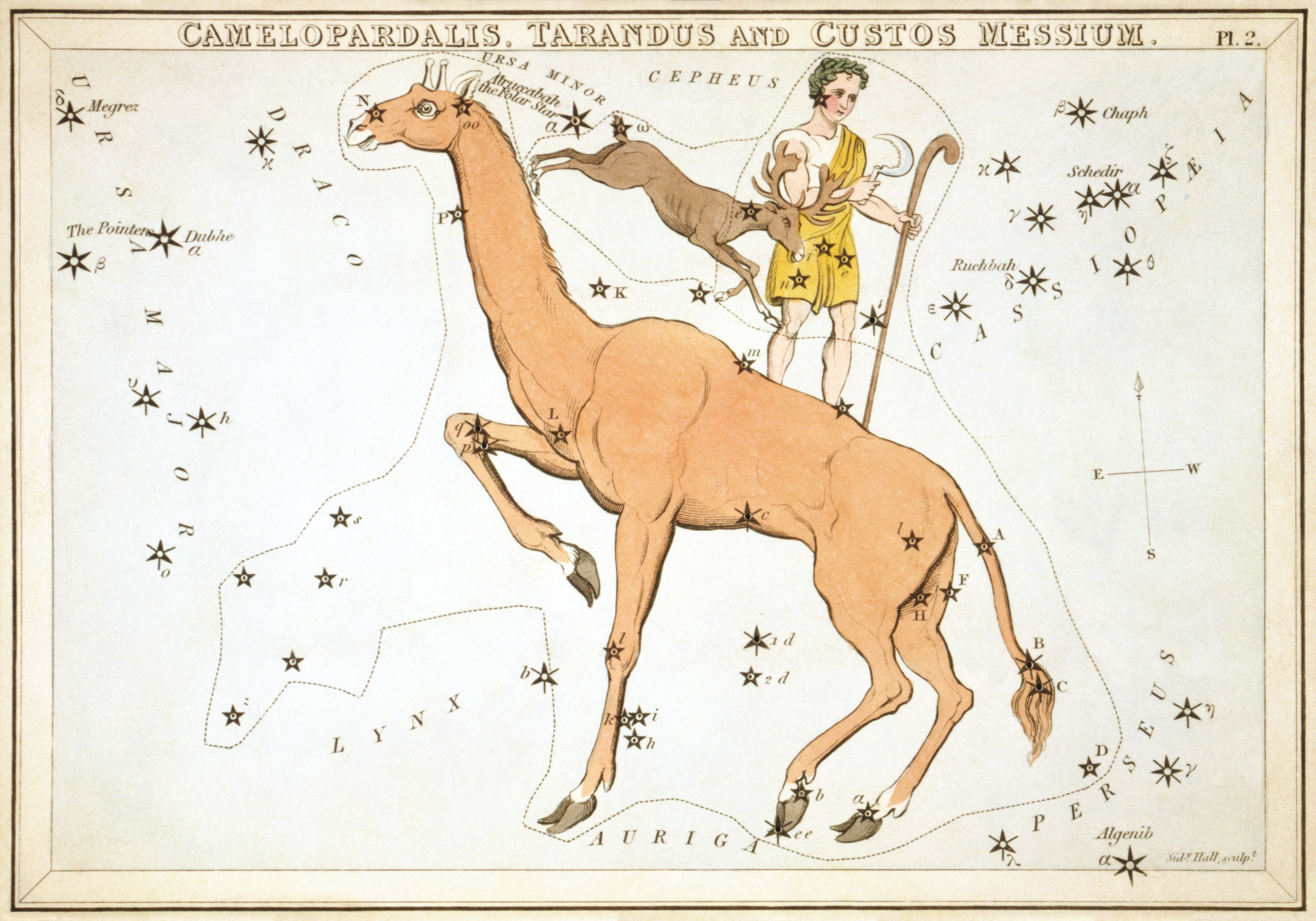
鹿豹座上方描繪了彗星獵人座和馴鹿座

（拉丁语：Custos Messium）是一个已经被废除的星座。它是由法国天文学家熱羅姆·拉朗德于1775年创建，以纪念著名的彗星猎人夏尔·梅西耶。
这个星座位于现在的鹿豹座、仙后座、仙王座之间。

## 名稱
Custos 源自於古典拉丁文“custōs”，意思為“守護者”或“守護者”。Messium源自於古典拉丁文“messis”，意思為「收穫」。

## 歷史
梅西耶在發現彗星C/1774 P1（又稱「蒙田彗星」）後，對該彗星進行了廣泛的觀察並記錄了相關資訊。
拉蘭德決定引入收穫管理員的因素有幾個。有證據表明，拉蘭德試圖避免在星空設置一個在世人物的星座，但通過從梅西耶的姓氏中衍生出表示收穫的拉丁語單詞 messium，拉蘭德找到了一種巧妙的方式來暗示梅西耶。
彗星獵人座因約翰·波德的《Vorstellung der Gestirne》的早期改編而廣受歡迎。彗星獵人座也被收錄在當時的許多天文學文獻中，例如約翰·佛蘭斯蒂德的《科萊斯蒂斯星圖集》（Atlas Coelestis）、約翰·波德的《天象圖》、《Allgemeine Beschreibung und Nachweisung der Gachweiren》等德國文獻。彗星獵人座流傳了大約一個世紀，到十九世紀中葉逐漸從天文學教科書中消失，十九世紀末完全失傳。

## 位置
彗星獵人座中最亮的恆星是仙后座50。其他恆星包括仙后座23、仙后座47、仙后座49和杠一。1922年，國際天文學聯合會沒有將彗星獵人座列入88個官方星座名單，因此這些恆星被歸還到原來的星座。